# Microsoft Forefront
Microsoft Forefront (マイクロソフト・フォアフロント) はかつてマイクロソフトが提供していた企業向けのセキュリティソフトウェアファミリ。 Microsoft Forefront製品は、コンピューターネットワーク、ネットワークサーバ（Microsoft Exchange ServerやMicrosoft SharePoint Serverなど）、個々のデバイスの保護に役立つように設計されている。  2015年の時点で、開発が継続されているForefront製品はForefront Identity Managerのみである。

## 構成製品
Forefrontには、次の製品が含まれている。 
- Identity Manager ：企業向けコンピューターシステムのメンバーシップのライフサイクル全体を通じてユーザーのデジタルID、資格情報、およびグループ化を管理するように設計された、状態ベースのID管理ソフトウェア製品[3]。

### ブランド変更
- System Center Endpoint Protection：ネットワーク経由で制御することができる企業向けのウイルス対策ソフトウェア製品。以前はForefront Endpoint Protection、Forefront Client Security / Client Protectionとして知られていた[4][5]。
- Exchange Online Protection ： Forefront Protect for Exchange ServerのSaaSバージョン。サーバにセキュリティプログラムをインストールする代わりに、顧客は電子メールトラフィックを受信する前にマイクロソフトのオンラインサービスにルーティングすることでメールのフィルタリングを行う[6]。

### 製造中止
- Threat Management Gateway ：ルーティング、ファイアウォール、 ウェブキャッシュの3つの機能を提供する、廃止されたサーバー製品。以前はInternet Security and Acceleration ServerまたはISA Serverと呼ばれていた[7][8]。

- Unified Access Gateway: 許可されたユーザーからのすべての受信アクセス要求を暗号化することによってネットワーク資産を保護する、廃止されたサーバ製品。仮想プライベートネットワーク（VPN）とDirectAccessをサポートする。以前はIntelligent Application Gatewayと呼ばれていた[9][10]。
- Server Management Console：単一のインターフェイスからProtection for Exchange、Protection for SharePoint、およびMicrosoft Antigenの複数のインスタンスの管理を可能にする、廃止されたウェブベースのアプリケーション[11][12]。

- Protection for Exchange: セキュリティパートナーの複数のスキャンエンジンを単一のソリューションに統合してExchangeメッセージング環境を保護することにより、ウイルス、スパイウェア、およびスパムを検出する、廃止されたソフトウェア製品。 FPEは、カスタマイズ可能な構成設定、フィルタリングオプション、監視機能とレポート、およびForefront Online Protection for Exchange （FOPE）製品との統合を含む管理コンソールを提供する。インストール後、複数のExchangeサーバーでのFPEの管理は、保護サーバー管理コンソールを使用して実行できる。さらに、FPEは、システム管理タスクの自動化を可能にするコマンドラインシェルおよびタスクベースのスクリプトテクノロジであるWindows PowerShellを使用して管理できる[7][13][14]。

- Protection for SharePoint: Microsoft SharePoint Serverのドキュメントライブラリを保護する廃止された製品。マルウェア、機密情報、またはポリシー外のコンテンツを含むドキュメントがアップロードされないようにするルールを適用できる。 Protection Server Management ConsoleやWindows PowerShellで、複数のサーバ上のProtection for SharePoint Serverを管理できる[7][15][16]。
- Security for Office Communications Server: Microsoft Office Communications Serverを実行しているコンピューターをマルウェアから保護する。以前はAntigen for Instant Messagingと呼ばれていた[17]。

## 歴史
サーバ保護の機能を提供するForefrontファミリの前身は、Sybari Softwareによって作成されたウイルス対策製品のAntigenラインであった。 Sybariは2005年にマイクロソフトに買収され、この製品の最初のマイクロソフトブランドバージョンはMicrosoft Forefront Security for SharePoint（FSSP）バージョン10と呼ばれていた。 FSSPバージョン10はMicrosoft Office SharePoint Server 2007やMicrosoft Windows SharePoint Servicesバージョン3をサポートし、FPSP（製品の最後のバージョン）はMicrosoft Office SharePoint Server 2010、Microsoft SharePoint Foundation 2010、Microsoft Office SharePoint Server 2007 SP1、Windows SharePoint Services バージョン3 SP1をサポートした。